# Château de Pierrefort
Le château de Pierrefort est un château fort médiéval, situé à Martincourt, dans l'actuel département de Meurthe-et-Moselle, dans la vallée de l'Esch.

## Histoire
La plus ancienne mention est rapportée dans un ouvrage du XVIe siècle de Richard de Wissembourg, Antiquitez de la Gaule Belgique, Royaume de France, Austrasie et Lorraine : avant le château actuel existait un plus ancien « tout ruyné et démoly ».
La nouvelle forteresse est édifiée en 1306. Pierre de Bar († av. 1349), fils cadet du comte Thiébaut II de Bar, parmi une fratrie de treize enfants, a reçu de son frère aîné Henri III de Bar en 1300, entre autres domaines, les terres de Martincourt et Mamey. En cette année 1306, il fait ses lettres de reprises dans lesquelles apparait la mention : « A savoir, le chastel que je fais dessour Martincourt et la forteresse et les appendises toutes entièrement dou dit chastel ».
Le château fait l'objet d'un classement au titre des monuments historiques par liste depuis 1862.

## Description
Nicolas Mengus nous dit que les créneaux étaient pourvus de huchettes.